# 香川伸行
香川 伸行（かがわ のぶゆき、1961年12月19日 - 2014年9月26日）は、大阪府大阪市出身（徳島県阿波郡阿波町（現・阿波市）生まれ）のプロ野球選手（捕手・内野手）、解説者。
非常に横幅の大きな体格で、水島新司の野球漫画『ドカベン』の主人公である捕手・山田太郎に体型が似ていたことから、ドカベンの愛称で呼ばれた。マスターズリーグでは、その「ドカベン」を登録名としていた。

## 経歴

### 高校時代
小学生の時に父の仕事の関係で大阪市内に移り住む。野球は母が肥満への未然の対策として小学2年生の時に始めさせた。大体大附中から進学した浪商高では、入学式翌日の練習試合で本塁打を記録し、1年次の春季大会で早くもレギュラーを獲得。牛島和彦とバッテリーを組んで甲子園に3度出場。浪商野球部では、当時としては珍しく練習中にも水分補給を認めており、先進的な考えの野球部であったという。3年次の1979年には春の選抜で決勝まで進むものの、箕島に7-8と惜敗して準優勝。同年は夏の選手権にも出場し、3試合連続本塁打を記録するなどの活躍を見せたが、準決勝で池田に0-2と敗退してベスト4に終わり、春夏連続の決勝進出はならなかった。なお甲子園大会通算5本塁打は、清原和博に更新されるまでの最多記録であった。飛距離125mともいわれる一発もあった。
同年のドラフト2位で南海ホークスに入団。

### プロ時代
1年目の1980年は、7月8日の近鉄戦（日生球場）で初出場し、4回裏から黒田正宏に代わってマスクを被り、5回表に回ってきた初打席では、ボールカウント0-3で井本隆から左翼席場外への特大の初打席初本塁打（史上14人目）を放った。7月13日の日本ハム戦（後楽園球場）で初めて先発マスクを被り、名取和彦・金城基泰をリードして勝利に貢献。直後の7月18日に行われたジュニアオールスターゲームにも出場し、MVPを獲得した。1年目は50試合出場ながら37安打で、うち8本塁打を放った。高卒新人での8本塁打は、豊田泰光、榎本喜八、張本勲、中西太に次ぐ当時歴代5位であった。同年11月16日には野村克也の引退セレモニーで野村に花束を贈呈する大役を務めたが、シーズン中も野村が打席で何回か、香川を試したことがあった。野村はいかにも内角球を狙っているぞ、という空振りをしてみたり、外角球を待っているような構えをしてみせて、香川がその次の一球にどんなサインを出すか、打者に対する観察力をテスト。香川はどちらの場合も、野村の狙いを外す巧みなリードをしたため、野村は「一年生にしては大したものだ」と感心した。
2年目の1981年には新任のドン・ブレイザー監督とバーニー・シュルツ一軍投手コーチに気に入られるも、二人は最初、香川の愛称である「Dokaben（ドカベン）」を上手く発音できず、「Dobaken（ドバケン）」とよく言い間違えていた。発音のしづらさから途中からは「Doke（ドケィ）」と呼ぶようになり、担当記者も「ドカベン」をさらに縮めて「ドカ」と呼んでいたが、生前の香川は全く頓着が無かった。ブレイザーは香川の太っている割には柔軟性のある打撃を高く評価し、捕手としてもリードの上手さがあることを認めていたが、「ただ肥満体型そのままでは長くはプレーできないだろう」と心配してダイエットを命じる。肥満の原因の一つとして清涼飲料水の飲み過ぎがあった。一日平均10本は軽く飲み干していた。練習中でも喉が渇くとコーラをガブ飲みしていたため、即座に「コーラ禁止令」が出た。最初は香川も我慢していたが、しばらくするとまたコーラに手が伸び始めた。ブレイザーは「ダイエットコーラなら飲んでもいい」と伝えたが、当時、日本ではダイエットコーラは普及していなかったため、簡単に手に入らなかった。通訳の市原稔は後に苦笑しながら、「甘いものも大好物だった。ショートケーキとかね」と振り返っている。
1983年は開幕から打撃好調で、4月26日には打撃成績のトップに立つ。月間MVPに輝いたほか、オールスターにも初めて選出された。4番打者を任されることもあったが、後半戦に入ると徐々に失速して、8月11日にはついに打率トップから陥落。終盤には左手首を痛めて欠場して規定打席にも到達しなかったが、キャリアハイの打率.313、15本塁打、61打点でベストナインに選出された。意識面では新任の穴吹義雄監督の情熱的な指導がモチベーションを高め、技術面ではキャンプで福田昌久打撃コーチに「バットを振って体で覚えろ」と言われて木づち型バットでボールを芯でとらえる練習を繰り返したのが実を結んだ。肩が弱いこともあり、正捕手としてレギュラーを張ったシーズンは無く、規定打席に到達したシーズンは無い。
杉浦忠が監督に就任した1986年には、打撃を生かすため三塁手へのコンバートも経験し 、実際に21試合で三塁手として出場した。同年には13本塁打、1987年にも11本塁打を放ったが、太り過ぎにより成績が下降。体重が150kg近くまで激増したこともあり、球団も減量のための様々な策を採り、毎シーズン野球がオフの時期になると、きまって減量に取り組む香川の姿が報じられた。1987年に最初の夫人と離婚するが、1988年には再婚している。1987年の呉秋季キャンプの身体測定では体重130.6kgで体脂肪率も46.8%であることが発覚し、あまりにも酷いということで、減量のために浪速区の入野病院に入院させられた。減量プログラムは7時に起床し、3時間の水泳トレーニング、筋力トレーニング、2時間の減量トレーニング、水泳トレーニングというものであった。高校生の頃の100kgが最終目標となり、体重次第で退院が決まるというものであった。一部には外出OKの自由時間の買い食いが心配という声も聞かれたが、2ヶ月後の1988年1月末に退院。退院時は中百舌鳥球場で社会復帰に備えた体ならしを開始し、2月6日の呉春季キャンプに現れた。体重は22kg痩せて108kgとなり、香川本人も「体のキレがいいから、打球が切れんとよう飛ぶんや。バッティングはホンマ順調そのものやで。それに若返ったようやって、みんなに言われますわ」と笑顔を浮かべてコメントも絶好調であったが、開幕後は成績も低迷。球団名が「福岡ダイエーホークス」に変わった1989年に戦力外通告を受け、同年限りで現役を引退。

### 引退後
引退後はRKB毎日放送野球解説者（1990年 - 2001年）・日刊スポーツ野球評論家を務めたほか、水島新司がパッケージをデザインした讃岐うどんの通信販売も手がけたが、1998年に手放した。プロ野球マスターズリーグの福岡ドンタクズには「ドカベン」の登録名で参加し、長男の在学していた中学校の野球部コーチをしていたこともある。1999年には2度目の離婚をするが、2001年に高校時代の恋人と再々婚した。その段階で既に糖尿病を患っていたが、「なるようにしかならへん」と病院通いを拒んでいた。
RKBと専属契約を解消した2002年からは福岡市博多区中洲で居酒屋を経営する傍らで糟屋郡粕屋町に野球学校を開校し、佐渡ヶ嶽部屋の力士からロッテに入団した市場孝之ら元プロ野球選手もコーチとして参加した。居酒屋は香川見たさの客が多く、経営も順調だったが、糖尿病による合併症の急性腎不全により緊急手術。その後は身体障害者1級となり、3年間の療養生活を余儀なくされて居酒屋を手放した。週3回人工透析を行っていたという。
2005年11月30日に福岡県に拠点を置き、自身が監督を務める社会人野球チーム「福岡ミサキブラッサムズ」（現・福岡オーシャンズ9）を結成。総監督には福岡出身の歌手である森口博子が就任し、コーチは市場が務めていた。福岡市に本社を置く生花装飾業「美咲」が資金援助していたが、2006年をもって撤退したことで、香川も森口、市場と共に退団した。
2009年12月30日に放送されたTBSのドキュメント「『壮絶人生ドキュメント 俺たちはプロ野球選手だった』」では、香川の現役時代のエピソードや、引退後の波乱万丈の人生と現状が関係者（牛島和彦、門田博光など）の証言や再現VTRを交えて紹介された。
2010年10月29日に開催された「プロ野球OBオールスターアスリートカップ」にも出場し、吉永幸一郎や藤本博史などと共にパ・リーグチーム選手の1人として打席に立った。2011年2月3日には、筑紫野市の自宅が2008年に市に差し押さえられ、住宅金融支援機構が競売申立て後に落札されていたことや、自己破産していたことが週刊文春などによって報じられた。また自己破産しても立候補はできることから、2011年の統一地方選挙で太宰府市議会議員選挙に出馬を検討していたが、結局、取り止めた。

### 52歳で急死
2014年9月26日、朝倉郡筑前町の自宅で携帯電話を持ったまま倒れているところを娘が発見し、救急搬送されたが死亡が確認された。通話履歴と妻の証言では死の間際まで仕事を探していたという。死因は心筋梗塞。52歳没。急逝前の同16日に週刊プレイボーイ「現代プロ野球にはないあの時代を語ろう 80年代パ・リーグ伝説の瞬間」（集英社、2014年9月29日発売）の取材インタビューに答えており、結果としてこれが香川の生前最後のメディア登場となった。
牛島和彦は、香川の突然な訃報に「何でや、まだ早いやろう。彼の大きな背中を見ながら、追い付き追い越せでやってきたのに…」と悔やんでいた。通夜は同29日、告別式は同30日に朝倉市の斎場で行われ、通夜にはソフトバンクから小川史ヘッドコーチ、加藤伸一投手コーチと藤本博史打撃コーチ（当時）が参列し、告別式には元南海の藤原満や元近鉄の佐野慈紀が参列した。弔辞は佐野が読み上げた。
戒名は「訓明院球道伸行居士」（くんみょういんきゅうどうしんこうこじ）で、漫画「ドカベン」に登場する明訓高校から「明」と「訓」の2文字が付けられた。

## 詳細情報

### 年度別打撃成績
| 年 度     | 球 団         | 試 合 | 打 席 | 打 数 | 得 点 | 安 打 | 二 塁 打 | 三 塁 打 | 本 塁 打 | 塁 打 | 打 点 | 盗 塁 | 盗 塁 死 | 犠 打 | 犠 飛 | 四 球 | 敬 遠 | 死 球 | 三 振 | 併 殺 打 | 打 率 | 出 塁 率 | 長 打 率 | O P S |
| --------- | ------------- | ----- | ----- | ----- | ----- | ----- | -------- | -------- | -------- | ----- | ----- | ----- | -------- | ----- | ----- | ----- | ----- | ----- | ----- | -------- | ----- | -------- | -------- | ----- |
| 1980      | 南海 ダイエー | 50    | 143   | 131   | 14    | 37    | 4        | 0        | 8        | 65    | 25    | 0     | 0        | 1     | 0     | 11    | 0     | 0     | 12    | 4        | .282  | .338     | .496     | .834  |
| 1981      | 南海 ダイエー | 59    | 156   | 142   | 9     | 35    | 3        | 0        | 6        | 56    | 17    | 1     | 1        | 2     | 0     | 10    | 0     | 2     | 18    | 6        | .246  | .305     | .394     | .700  |
| 1982      | 南海 ダイエー | 85    | 261   | 242   | 24    | 58    | 10       | 0        | 8        | 92    | 31    | 0     | 2        | 5     | 3     | 9     | 0     | 2     | 38    | 5        | .240  | .273     | .380     | .653  |
| 1983      | 南海 ダイエー | 105   | 358   | 339   | 34    | 106   | 19       | 1        | 15       | 172   | 61    | 5     | 1        | 2     | 2     | 13    | 1     | 2     | 30    | 10       | .313  | .342     | .507     | .849  |
| 1984      | 南海 ダイエー | 82    | 221   | 200   | 18    | 43    | 2        | 0        | 5        | 60    | 20    | 0     | 3        | 6     | 2     | 10    | 0     | 3     | 32    | 8        | .215  | .263     | .300     | .563  |
| 1985      | 南海 ダイエー | 69    | 139   | 134   | 14    | 35    | 4        | 0        | 8        | 63    | 27    | 0     | 0        | 0     | 0     | 5     | 0     | 0     | 29    | 2        | .261  | .288     | .470     | .758  |
| 1986      | 南海 ダイエー | 91    | 307   | 282   | 27    | 72    | 9        | 0        | 13       | 120   | 36    | 2     | 3        | 1     | 2     | 21    | 0     | 1     | 56    | 11       | .255  | .307     | .426     | .733  |
| 1987      | 南海 ダイエー | 88    | 229   | 204   | 24    | 51    | 4        | 0        | 11       | 88    | 32    | 0     | 0        | 7     | 2     | 15    | 2     | 1     | 43    | 8        | .250  | .302     | .431     | .733  |
| 1988      | 南海 ダイエー | 40    | 86    | 74    | 7     | 10    | 2        | 0        | 2        | 18    | 9     | 0     | 1        | 2     | 0     | 10    | 1     | 0     | 21    | 4        | .135  | .238     | .243     | .481  |
| 1989      | 南海 ダイエー | 45    | 66    | 59    | 2     | 13    | 0        | 0        | 2        | 19    | 12    | 0     | 0        | 2     | 1     | 4     | 0     | 0     | 13    | 1        | .220  | .266     | .322     | .588  |
| NPB：10年 | NPB：10年     | 714   | 1966  | 1807  | 173   | 460   | 57       | 1        | 78       | 753   | 270   | 8     | 11       | 28    | 12    | 108   | 4     | 11    | 292   | 59       | .255  | .299     | .417     | .715  |

- 参考文献[1]
- 南海（南海ホークス）は、1989年にダイエー（福岡ダイエーホークス）に球団名を変更

### 年度別守備成績
捕手
| 年度 | 試合 | 企図数 | 許盗塁 | 盗塁刺 | 阻止率 |
| ---- | ---- | ------ | ------ | ------ | ------ |
| 1980 | 46   | 53     | 36     | 17     | .321   |
| 1981 | 58   | 63     | 39     | 24     | .381   |
| 1982 | 68   | 71     | 56     | 15     | .211   |
| 1983 | 89   | 95     | 72     | 23     | .242   |
| 1984 | 67   | 90     | 64     | 26     | .289   |
| 1985 | 30   | 24     | 15     | 9      | .333   |
| 1986 | 62   | 71     | 52     | 19     | .268   |
| 1987 | 64   | 62     | 42     | 20     | .323   |
| 1988 | 23   | 17     | 12     | 5      | .294   |
| 1989 | 21   | 10     | 6      | 4      | .400   |
| 通算 | 528  | 556    | 394    | 162    | .291   |

### 表彰
- ベストナイン：1回（捕手部門：1983年）
- 月間MVP：1回（1983年4月）
- ジュニアオールスターゲームMVP：1回（1980年）

### 記録
初記録
- 初出場：1980年7月8日、対近鉄バファローズ後期1回戦（日生球場）、4回裏に黒田正宏に代わり捕手として出場
- 初打席・初安打・初本塁打・初打点：同上、5回表に井本隆から左越ソロ ※史上14人目の初打席本塁打
- 初先発出場：1980年7月13日、対日本ハムファイターズ後期2回戦（後楽園球場）、8番・捕手として先発出場

その他の記録
- オールスターゲーム出場：2回（1983年、1984年）

### 背番号
- 2（1980年 - 1989年）

## 関連情報

### 著書
- 『ドカベン浪花の若大将　―　熱球悲願』、恒文社、香川伸行著、　1983年発行、ISBN 4770405413
- 『ドカベン香川のプロ野球ここまで書いたらアカンやろか!?:マスク越しに見たスター選手たちの球界おもしろエピソード』香川伸行著、　日本文芸社、1991年発行　ISBN 4537022256

### 歌
本人歌唱
- 『鷹の爪』（クラウンレコード、1986年）…加藤伸一・吉田博之・畠山準・湯上谷宏と合唱。

応援歌
- 『ドカベン音頭』（キングレコード、1980年）…歌：バオバブシンガーズ、アルバム『バオバブ・パーティー』収録。
- 『青春ドカベン』（ディスコメイトレコード、1980年）…歌：斎藤努（当時毎日放送アナウンサー）。

### 出演
- ザ・ベースボール - RKBテレビ
- RKBエキサイトナイター - RKBラジオ
- おはようクジラ（プロ野球応援バトルコーナーでホークス担当解説者として出演） - TBSテレビ/RKBテレビ
- オールスター感謝祭（「RKB野球解説者」の肩書きで2000年まで） - TBSテレビ

### CM
- カシオ計算機：「カシオメロディ」（1980年、藤原満とともに）
- 朝日新聞（大阪本社）
- 日本民間放送連盟：「はたちの献血キャンペーン」（1981年）